# Karlova Ves
Karlova Ves (deutsch Karlsdorf, ungarisch Károlyfalu) ist ein Stadtteil im Westen Bratislavas im Okres Bratislava IV mit 35.078 Einwohnern (Stand 31. Dezember 2022).

## Geographie

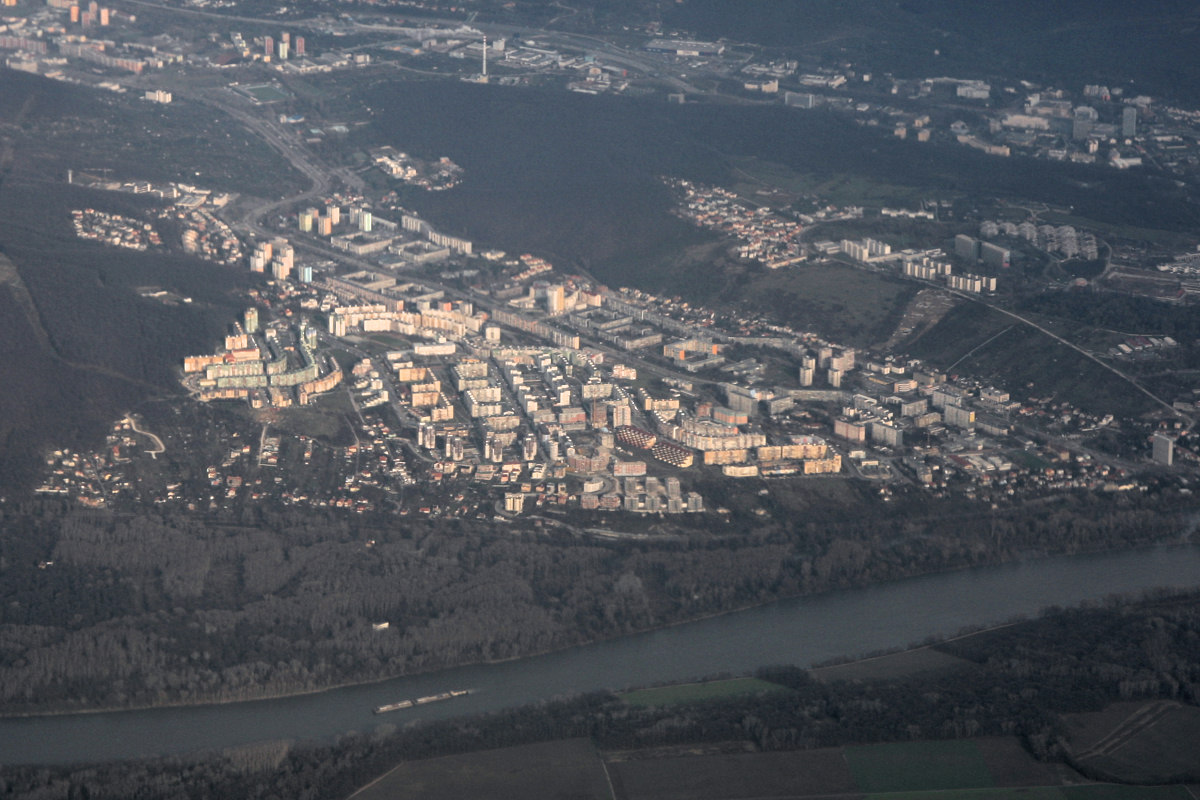
Luftbild des Stadtteils

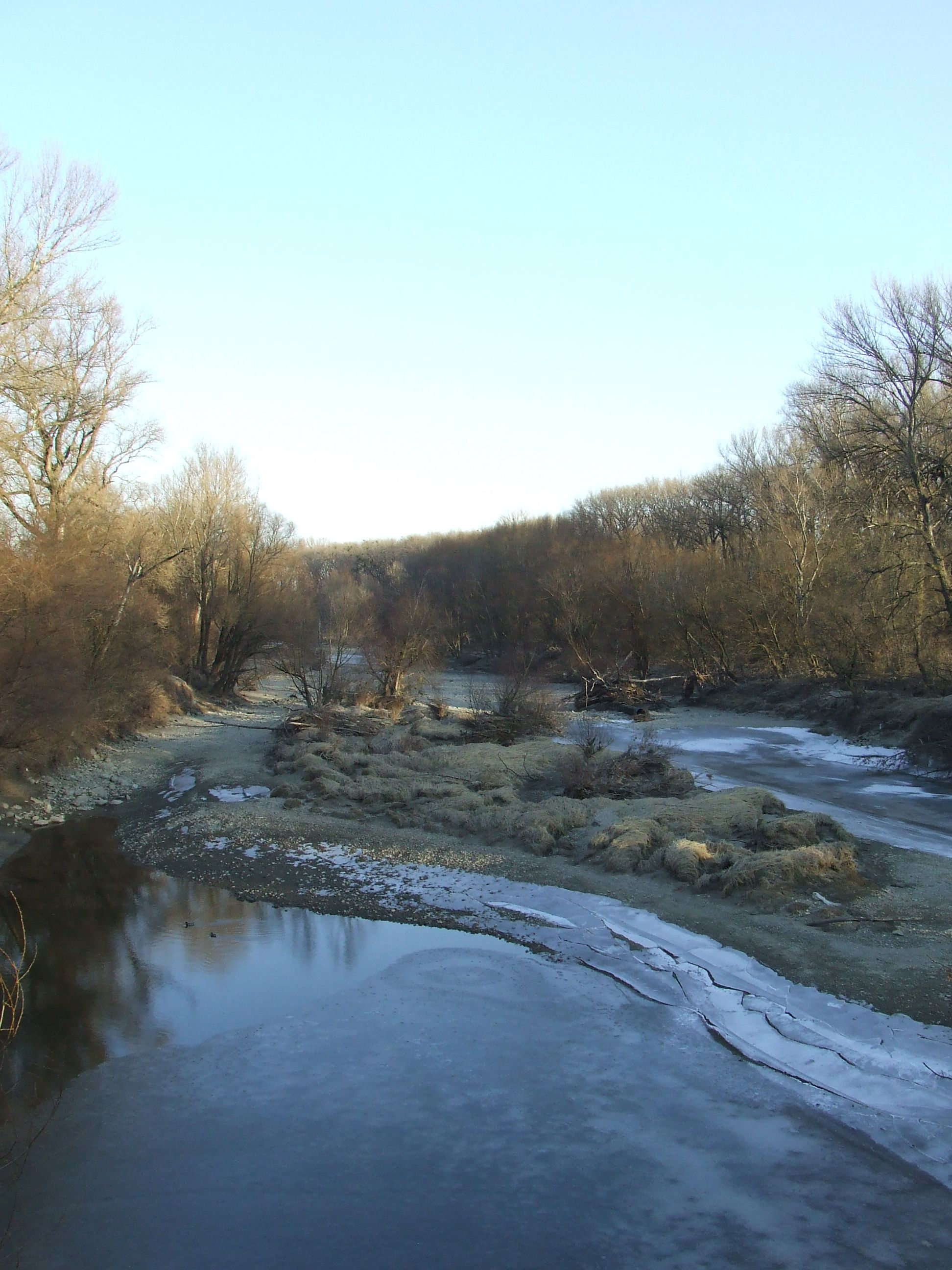
Teil der Donauinsel Sihoť

Der Stadtteil liegt größtenteils in den Kleinen Karpaten, genauer noch in der Untereinheit Devínske Karpaty (deutsch Thebener Karpaten). Der Hauptteil erstreckt sich im Tal des einstigen Baches Karloveský potok und auf dessen Hängen, weiter östlich markiert die Vydrica im Tal Mlynská dolina (deutsch Mühltal) ungefähr die Ostgrenze des Stadtteils. Auf den noch nicht gerodeten Flächen wächst Eichen- und Hainbuchenwald.  Karlova Ves hat einen Anteil an der Donau, größtenteils jedoch an deren Arm Karloveské rameno. Dort liegt die für Wasserversorgung Bratislavas bedeutende Donauinsel Sihoť (deutsch Käsmacherinsel), größtenteils durch Auwald bedeckt.
Das Zentrum des Stadtteils liegt auf einer Höhe von 165 m n.m., der höchste Punkt ist der Berg Sitina mit 264 m n.m., der niedrigste das Donauufer am Arm Karloveské rameno mit 134 m n.m.
Karlova Ves grenzt an Devín im Westen, Dúbravka und Lamač im Norden, Staré Mesto (Altstadt) im Osten, Petržalka im Süden sowie an das österreichische Wolfsthal im Südwesten.

### Stadtteilgliederung
Der Stadtteil gliedert sich in neun von der Stadtteilverwaltung definierte Sektoren:
| - Dlhé diely (Langetheile) - Karlova Ves - Karloveská zátoka - Krčace - Líščie údolie | - Mlynská dolina (Mühltal) - Ostrov Sihoť - Patrónka (Patronenfabrik) - Sitina |

## Geschichte

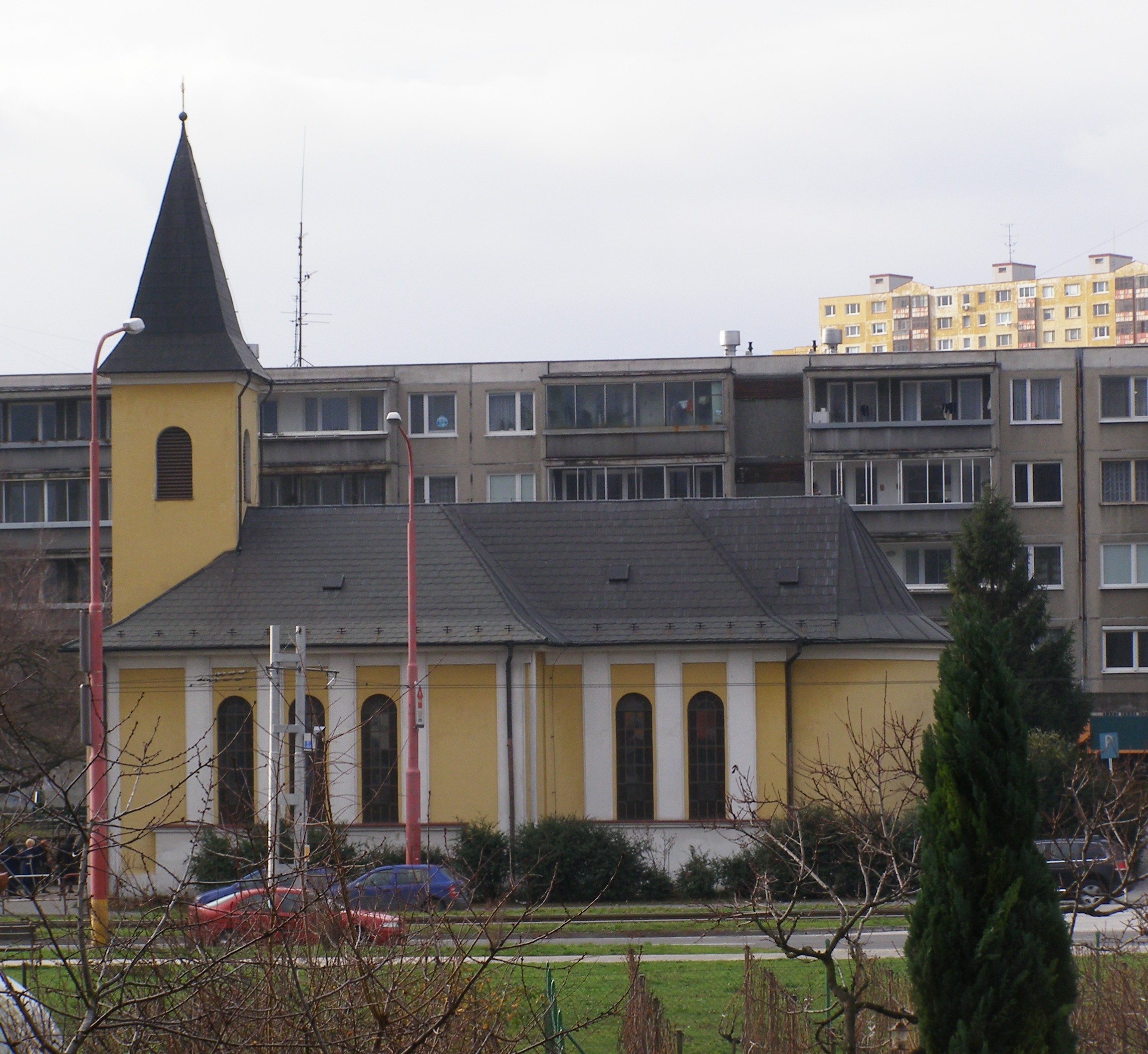
Römisch-katholische Erzengel-Michael-Kirche, umgeben von der modernen Bebauung

Der Ort ist ein alter Siedlungsplatz (seit der Altsteinzeit), mit Funden in den Gemarkungen Dlhé diely und Staré grunty (einfaches Hackbeil, Faustkeil). Unweit des heutigen Botanischen Gartens befindet sich ein Graben mit Überresten eines rituell begrabenen Kindes aus dem 5. Jahrtausend v. Chr.
Im 9. Jahrhundert entstand unweit der Mündung der Vydrica eine kleine, auf Fischerei spezialisierte slawische Siedlung. Nach der ungarischen Landnahme gehörte das Gebiet zum Herrschaftsgut der Thebener Burg. Eine Siedlung wurde während des Mongolensturms im Jahr 1242 zerstört. 1288 erhielt der Pressburger Richter Jakob durch einen Akt von Ladislaus IV. das Stück Land zwischen den Bächen Vydrica und Suchá Vydrica (heute als Karloveský potok bekannt) und ließ dort Weingärten anlegen und Wassermühlen bauen. Nach und nach verlegte sich der Schwerpunkt der Vydrica (deutsch Weidritz) genannten Siedlung Richtung Schlossgrund unterhalb der Pressburger Burg.
Vom 15. bis zum 18. Jahrhundert sind nur wenige historische Ereignisse überliefert, wenngleich das heutige Gemeindegebiet im 16. und 17. Jahrhundert Schauplatz von mehreren Gefechten im Zuge der Türkenkriege und Standesaufstände war. Die umliegenden Wälder boten Zufluchtsorte für Räuber, die Raubzüge bis zu den Toren Pressburgs organisierten.
1720 gab es in Theben und Karlsdorf zusammen etwa 100 ha Weingärten, deren Besitz größtenteils zwischen dem ungarischen Geschlecht Pálffy und dem Pressburger Bürgertum geteilt war. 1828 zählte man 15 Häuser und 120 Einwohner, deren Haupteinnahmequelle fast ausschließlich Weinbau war. Choleraepidemien in den Jahren 1831 und 1836 forderten viele Menschenleben in Karlsdorf und Umgebung. Erst in der zweiten Hälfte des 19. Jahrhunderts endete die Untertanenbeziehung zum Thebener Herrschaftsgut und seitdem ist Karlsdorf ein selbständiger Ort. Durch den Aufschwung Pressburgs wandelte sich Karlsdorf in eine Vorstadtgemeinde. 1886 ging das erste Wasserwerk auf der Käsmacherinsel (heute Sihoť) in Betrieb, 1912 entstand im heutigen Slávičie údolie ein Friedhof.
Bis 1918 gehörte der im Komitat Pressburg liegende Ort zum Königreich Ungarn und kam danach zur Tschechoslowakei beziehungsweise heute Slowakei. 1929 erreichte die Straßenbahn Bratislava die Ostgrenze des Gemeindegebietes, 1935 wurde die bestehende Kapelle zur Kirche umgebaut, die das Patrozinium Erzengel Michaels erhielt. Nach dem Münchner Abkommen im Spätjahr 1938 und Eingliederung von Devín in das Großdeutsche Reich wurde Karlova Ves Grenzort (bis 1945). 1942 wurde der Botanische Garten errichtet, seit 1944 ist Karlova Ves ein Stadtteil Bratislavas.

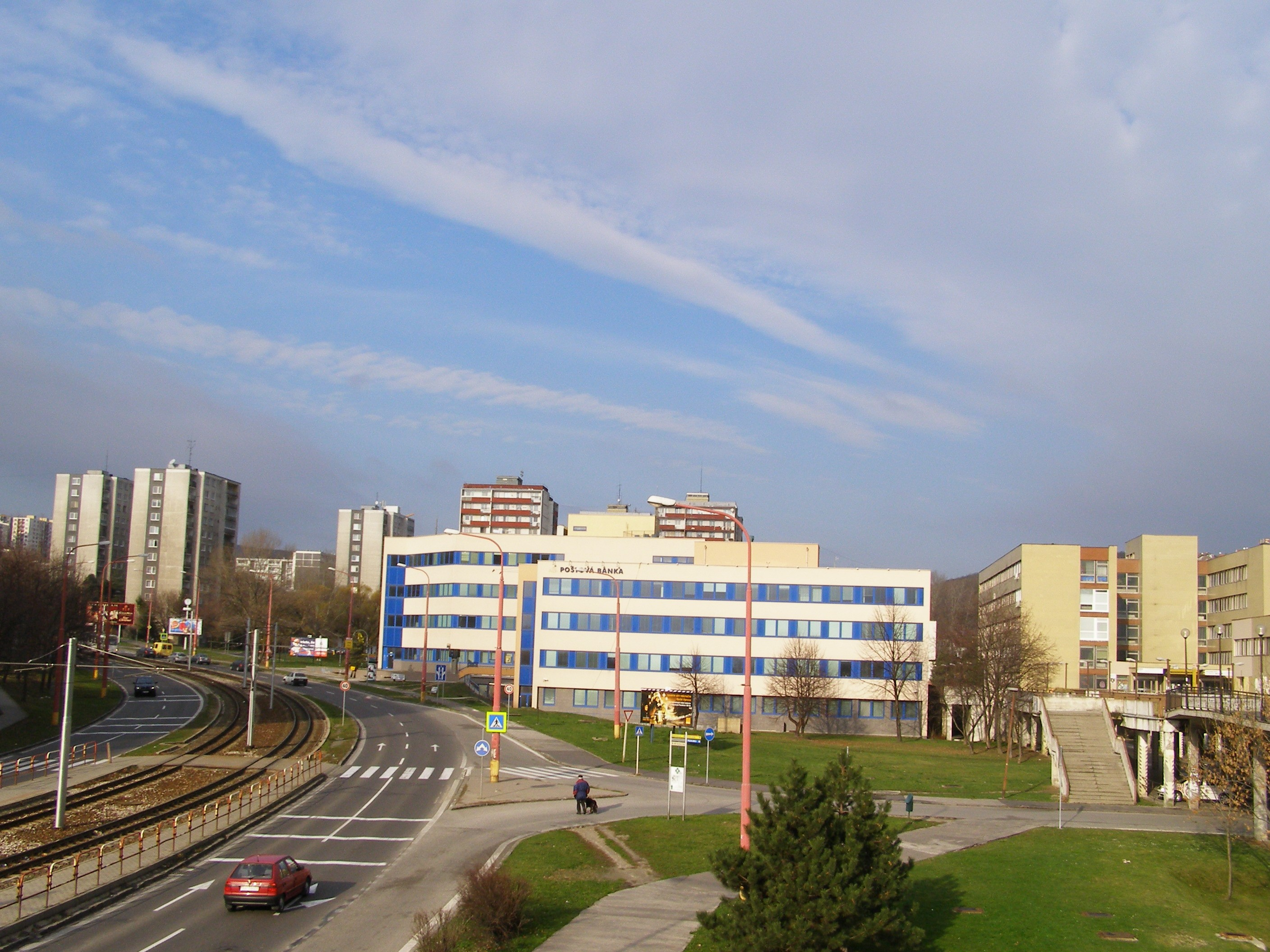
Typisches Bild des Stadtteils, hier bei der Kreuzung Karloveská/Líščie údolie

In der Stadt Bratislava war Karlova Ves 1949 einer von 13, nach der Zusammenschließung mit Devín einer von 12 Stadtbezirken. 1968 wurden sie aufgelöst und das Stadtgebiet in vier größere Stadtkreise gegliedert, darunter auch Bratislava IV, wozu Karlova Ves bis 1990 gehörte.
1960 wurde in Mlynská dolina der Zoologische Garten Bratislava eröffnet. In den 1960er Jahren begann man mit der Planung, in Karlova Ves insgesamt 7000 neue Wohnungen zu errichten, dafür sollte der alte Ortskern bis auf wenige Ausnahmen (Kirche, Friedhof) assaniert werden. In den 1980er Jahren begann der Bau auch im Sektor Dlhé diely, insgesamt dauerte der Bau von Plattenbausiedlungen bis in die 1990er Jahre. 1976–1980 errichtete man eine Poliklinik an der Straße Karloveská, ein Jahr danach wurde das Areal des Slowakischen Fernsehens vollständig fertiggestellt. Bis 1985 entstand das Hochschulzentrum und Studentenheim in Mlynská dolina.
Heute ist Karlova Ves eine Plattenbausiedlung mit mehr als 30.000 Einwohnern, wo jedoch entsprechende Infrastruktur und Arbeitsplätze nur nach und nach ergänzt werden, somit ist es weitgehend noch Trabantenstadt.

## Bevölkerung
Nach der Volkszählung 2011 wohnten im Stadtteil Karlova Ves 32.650 Einwohner, davon 30.071 Slowaken, 859 Magyaren, 476 Tschechen, 73 Russinen, 71 Mährer, 67 Deutsche, 48 Russen, 37 Polen, 32 Ukrainer und andere Ethnien. 636 Einwohner machten keine Angabe zur Ethnie.
16.447 Einwohner bekannten sich zur römisch-katholischen Kirche, 1753 Einwohner zur Evangelischen Kirche A. B., 292 Einwohner zur griechisch-katholischen Kirche, 173 Einwohner zur orthodoxen Kirche, 140 Einwohner zur reformierten Kirche, 104 Einwohner zu den Zeugen Jehovas, 85 Einwohner zur evangelisch-methodistischen Kirche, 65 Einwohner zur Pfingstbewegung, 53 Einwohner zur jüdischen Gemeinde und 51 Einwohner zur Brüderkirche. 10.857 Einwohner waren konfessionslos und bei 2044 Einwohnern wurde die Konfession nicht ermittelt. Alle weiteren Einwohner bekannten sich zu einer anderen Konfession.

## Bedeutende Objekte in Karlova Ves

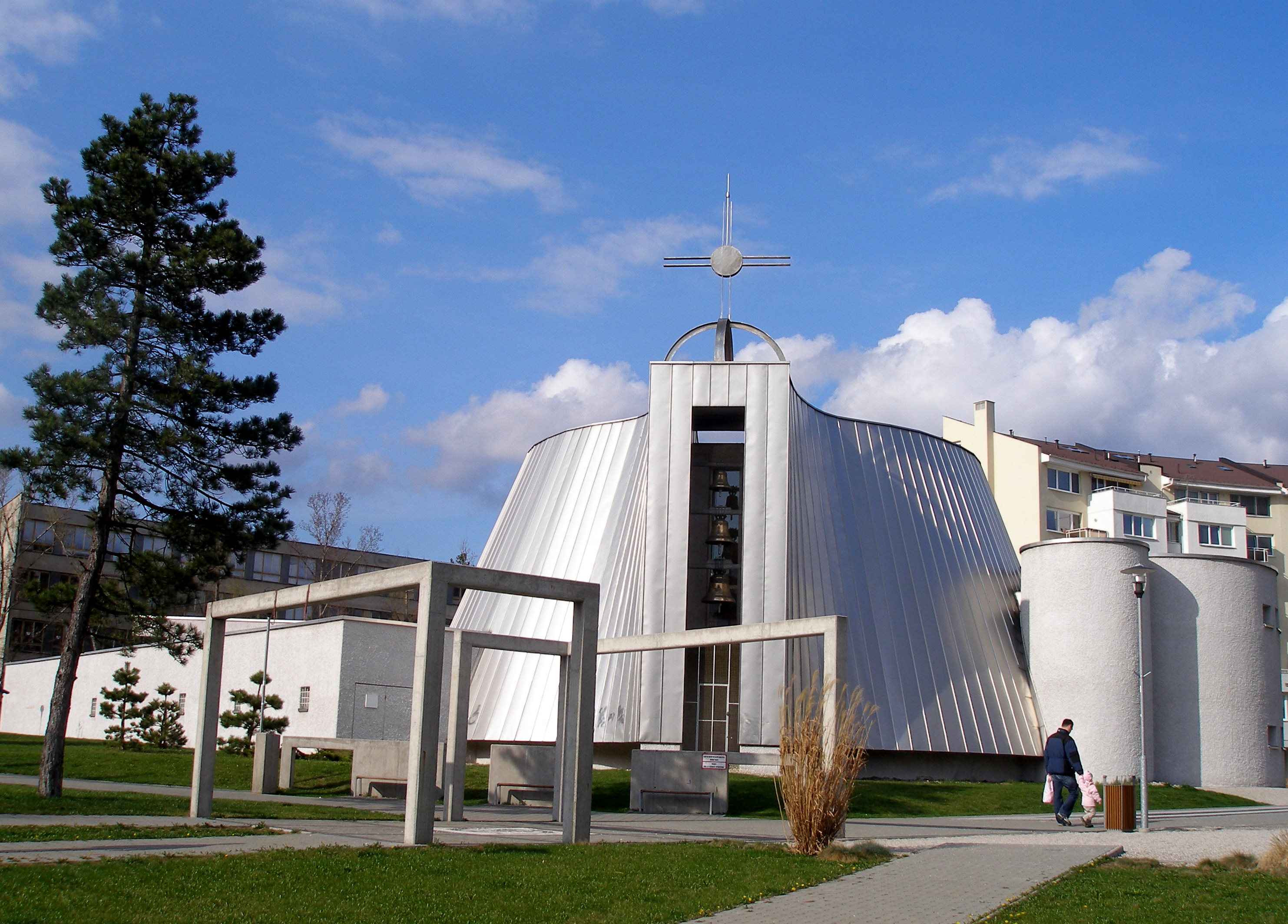
Franz-von-Assisi-Kirche

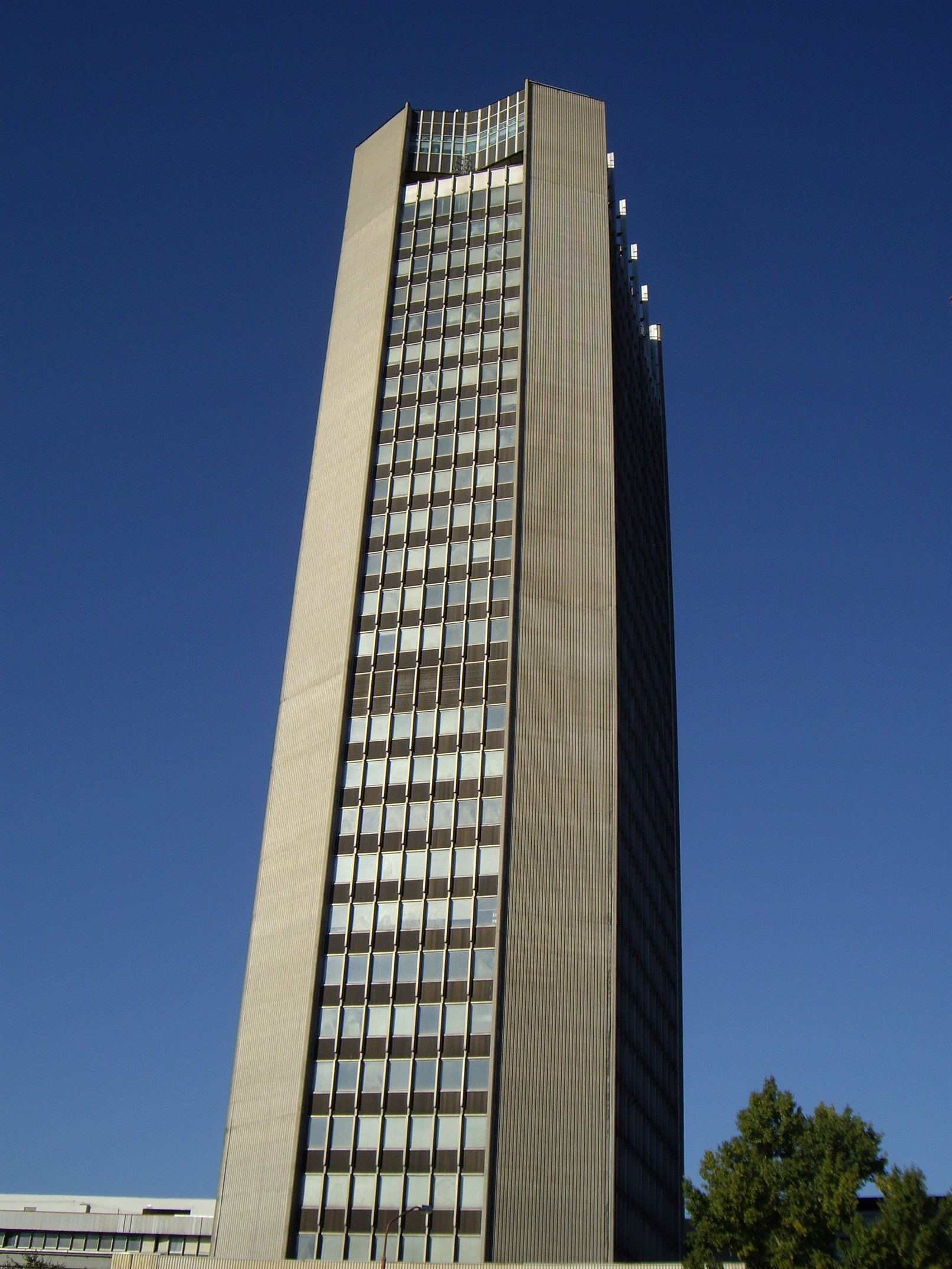
Seitenansicht des 108 m hohen Gebäudes des Slowakischen Fernsehens

Aus dem alten Ortskern ist nur noch die römisch-katholische Erzengel-Michael-Kirche aus dem Jahr 1935, die durch den Umbau einer Kapelle aus dem 18. Jahrhundert entstand, erhalten geblieben. Fast alle anderen bedeutenden Objekte wurden erst im 20. und 21. Jahrhundert erbaut.
Das „Hochschulkomplex“ erstreckt sich im Osten des Stadtteils, in Mlynská dolina und am Donauufer beim Botanischen Garten. Hier haben jeweils zwei Fakultäten der Comenius-Universität (Naturwissenschaftliche Fakultät und Fakultät für Mathematik, Physik und Informatik) und der Slowakischen Technischen Universität (Fakultät für Elektrotechnik und Informationstechnik und Fakultät für Informatik und Informationstechnik) ihren Sitz. Dazu stehen dort das Studentenwohnheim Mladosť (für die Technische Universität), das Studentenwohnheim Družba und die Hochschulstadt Ľudovít Štúr – Mlyny (slowakisch Vysokoškolské mesto Ľ. Štúra  – Mlyny UK) mit einer Gesamtkapazität von etwa 10.500 Betten (Stand 2015).
Ebenfalls in Mlynská dolina steht das Areal des Slowakischen Fernsehens (heute Teil von Rozhlas a televízia Slovenska) mit dem 108 m hohen Gebäude. Gleich nebenan findet man den Friedhof Slávičie údolie, wo viele bedeutende slowakische Persönlichkeiten bestattet sind. Parallel zur Autobahn D2 erstreckt sich der Zoologische Garten Bratislava, weiter am Donauufer der Botanische Garten.
Im Sektor Patrónka befinden sich Gebäude für einzelne Abteilungen der Slowakischen Akademie der Wissenschaften, ebenso die Bürokomplexe Westend Gate, Westend Square und das einzeln stehende Westend Tower, die allesamt an den bis 1945 amtlichen Namen für Patrónka, Westend, erinnern.
Nach der Samtenen Revolution konnten neue Sakralbauten errichtet werden. In Dlhé diely wurde 1995 die Kirche Mariä Geburt (slowakisch Kostol Narodenia Panny Márie) fertiggestellt und geweiht. Im Zeitraum 2000–2002 entstand am Platz Námestie svätého Františka nach Entwurf des Schweizer Architekten Justus Dahinden die Franz-von-Assisi-Kirche (slowakisch Kostol svätého Františka z Assisi), die ein Teil des Minoriten-Klosters ist.
An der Straße Devínska befindet sich das Vodárenské múzeum (deutsch Wasserwerkmuseum).

## Bildung und Sport
In Karlova Ves bestehen drei Grundschulen (Karloveská, Majerníkova, Veternicová), zwei Gesamtschulen (Tilgnerova 14 und kirchliche Franz-von-Assisi-Gesamtschule) und das Ladislav-Sára-Gymnasium.
Der lokale Sportclub Karloveský športový klub (KŠK) betreibt mehrere Sportarten, wie Fußball, Schwimmen, Boxen, Minigolf und andere.

## Verkehr

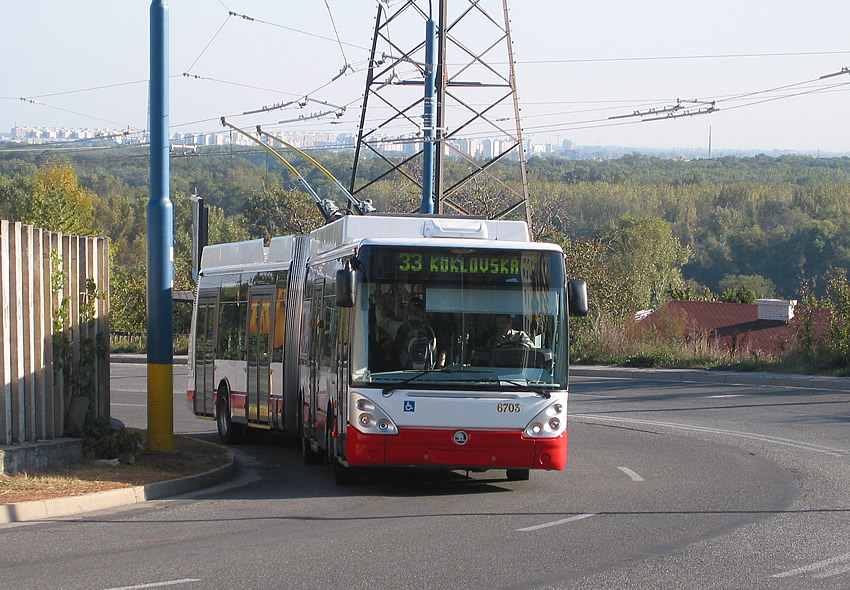
O-Bus an der Steigung an der Strecke Molecova–Kuklovská

Der Hauptverkehrsader des Stadtteils wird von den vierspurigen Straßen Botanická und Karloveská gebildet, die den Stadtteil quasi in zwei Hälften teilen und zusammen eine Radialstraße vom Stadtzentrum Bratislavas nach Dúbravka bilden. Am östlichen und nördlichen Rande verlaufen die ebenfalls vierspurig ausgebauten Straßen Mlynská dolina und Lamačská cesta (hier Teil der Straße 1. Ordnung 2). Parallel zu diesen Straßen verläuft die Autobahn D2, zuerst durch den Sitina-Tunnel (von Tschechien heraus gesehen) und dann durch Mlynská dolina (Anschlussstellen 61 und 62) zur Lafranconi-Brücke über die Donau und weiter Richtung Österreich/Ungarn.
Weitere bedeutende Straßen sind die Devínska (für den Verkehr Richtung Devín), Molecova/Majerníkova (nach Dlhé diely) und Staré grunty (in Mlynská dolina).
Zwischen beiden Fahrbahnen der Radialstraße verläuft die Straßenbahnstrecke nach Dúbravka mit insgesamt acht Haltestellen und einer Wendeschleife in Karlova Ves. Bedient wird der Stadtteil durch die Linien 4, 5, 6 und 9. Zwischen den Straßen Molecova und Kuklovská besteht seit 2006 ein Inselbetrieb des städtischen O-Bus-Netzes. Weitere Linien sind durch Autobusse des städtischen Betreibers DPB erschlossen.

## Söhne und Töchter von Karlova Ves
- Ľubomír Kadnár (1941–2008), tschechoslowakischer Kanute